# Мотыгинская ГЭС
Мотыгинская гидроэлектростанция (Выдумская ГЭС, Гребенская ГЭС) — проектируемая ГЭС мощностью 1082 МВт в нижнем течении реки Ангары, в Мотыгинском районе Красноярского края, вблизи пос. Мотыгино. Входит в Ангарский каскад ГЭС.

## Общие сведения
Проектируемая ГЭС представляет собой гидроузел руслового типа. Состав сооружений ГЭС:
- каменно-набросная плотина с асфальтобетонной диафрагмой, шириной по гребню 15 м;
- бетонная водосливная плотина длиной около 290 м;
- приплотинное здание ГЭС

По проекту высота верхнего бьефа над уровнем моря (НПУ) составляет 127 м. Мощность ГЭС — 1082 МВт, среднегодовая выработка электроэнергии — 6,3 млрд кВт⋅ч. В здании ГЭС должны быть установлены 10 поворотно-лопастных гидроагрегатов мощностью по 108,2 МВт. Предполагаемый напор на станции 27,2 м. Плотина ГЭС должна образовать крупное водохранилище площадью 536,6 км² и объёмом 19,1 км³. Общая площадь затопления — 53980 га, в том числе земли сельскохозяйственного назначения — 3872 га, земли поселений — 108 га, земли лесного фонда — 11719 га. В зону затопления попадает один населенный пункт (д. Каменка) полностью и 6 населенных пунктов частично.

## История проекта
Планы гидроэнергетического освоения нижней Ангары ниже Богучанской ГЭС неоднократно менялись, сначала из-за обнаружения крупного Горевского полиметаллического месторождения, затем по причине сложной экономической ситуации. Ещё в середине 1970-х годов было разработано 7 вариантов использования гидроэнергетического потенциала нижней Ангары и среднего Енисея. К середине 1980-х годов был утвержден проект Средне-Енисейской ГЭС в районе Лесосибирска, водохранилище которого должно было включать нижнюю Ангару. По проекту были начаты подготовительные работы, но к началу 1990-х годов строительство гидроузла было отменено по причине сложной экономической ситуации в стране. С середины 1990-х годов разрабатывается проект гидроэнергетического использования нижней Ангары каскадом из трёх ГЭС: Нижнебогучанской, Выдумской и Стрелковской. Из них первоочередными были признаны Выдумская и Нижне-Богучанская ГЭС, включенные в Генеральную схему размещения объектов электроэнергетики до 2020 г.. Финансирование предпроектных работ по Выдумской ГЭС началось в 2006 году. В ходе работ, рассматривалось три возможных створа — Гребенский, Выдумский и Поликарповский, прорабатывались варианты ГЭС с различными параметрами (так, в Генсхеме фигурирует Выдумская ГЭС мощностью 1320 МВт (8×165 МВт) и среднегодовой выработкой 6 млрд кВт·ч). В 2007 году были определены окончательные параметры гидроузла (выбран Поликарповский створ), была запущена процедура общественного обсуждения проекта. Были проведены переговоры с австрийским энергоконцерном Verbund и Внешэкономбанком об участии в финансировании проекта. Согласно генеральной схеме, ввод первых гидроагрегатов ГЭС был запланирован на 2019—2020 год. Однако строительство не было начато.
В декабре 2022 года Мотыгинская ГЭС была включена в Генеральную схему размещения объектов электроэнергетики до 2035 года. Мощность станции указана равной 1082 МВт, ввод в эксплуатацию запланирован на 2026—2030 годы. В 2025 году Владимир Путин предлагал США реализовать совестный проект в Красноярском крае, в том числе строительство гидроэлектростанции. 